# Иня (Республика Алтай)
Иня́ — село  в центральной части Республики Алтай России, в составе Ининского сельского поселения Онгудайского района.

## Физико-географическая характеристика

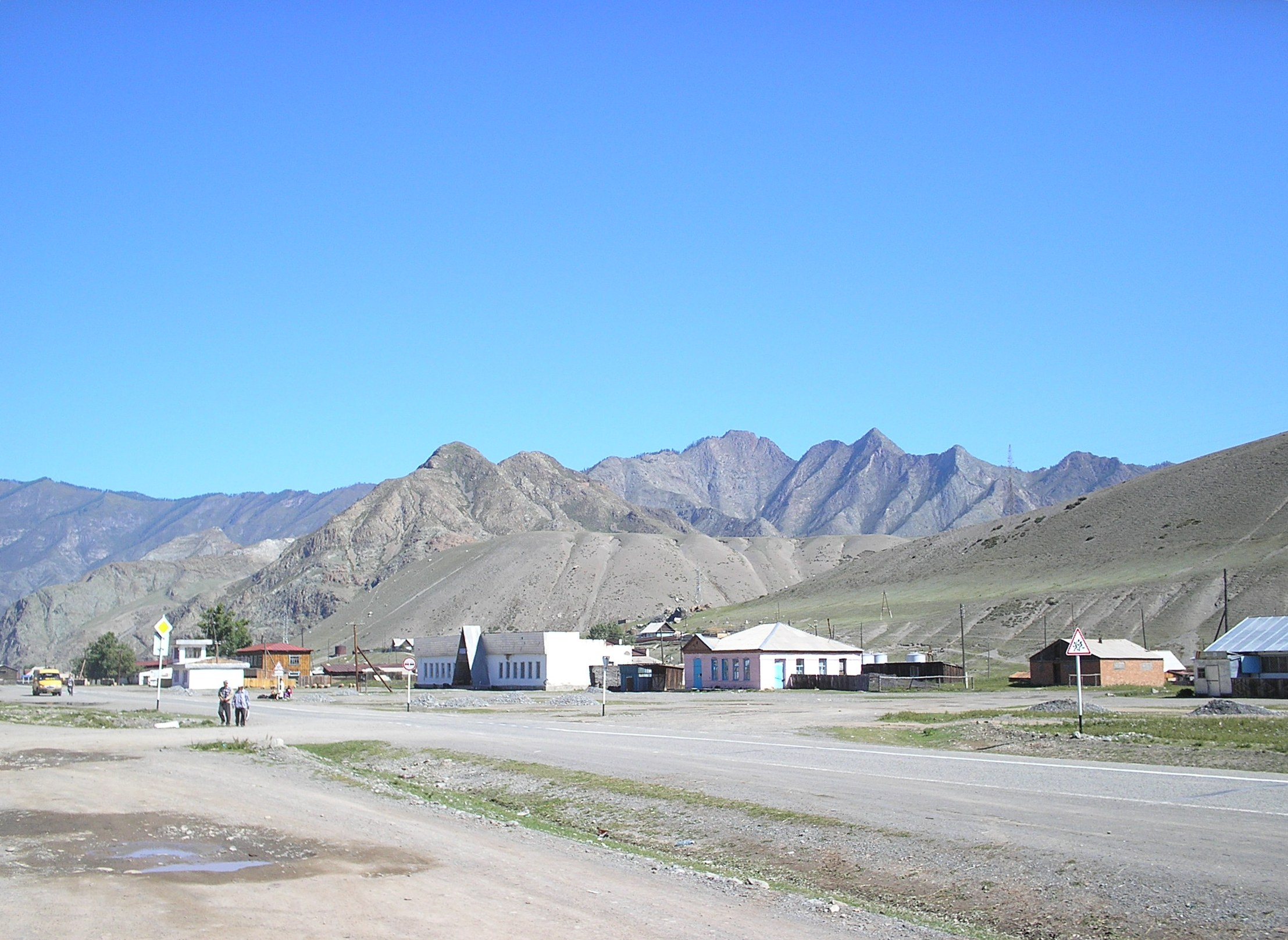
Село Иня

Расположено на правом берегу реки Катуни, в месте впадения в неё притока Иня, текущего с хребта Салджар. В окрестностях имеются почти безлесые горы высотой 1000—1500 м. Через село проходит федеральная трасса Р-256 «Чуйский тракт».
Ближайшие населённые пункты: Малая Иня — на востоке и Малый Яломан — на севере.

## Население
| 2010 | 2011 | 2012 | 2013 | 2014 | 2015 | 2016 |
| ---- | ---- | ---- | ---- | ---- | ---- | ---- |
| 798  | ↘796 | ↘746 | ↘745 | ↘742 | ↘727 | ↗730 |

## Экономика и социальная сфера
Многоотраслевое хозяйство «25 октября», которое занимается рыболовством, оленеводством, охотничьим промыслом, молочным животноводством и полеводством. Функционируют автобаза, гостиница, магазин и больница.
В селе открыта солнечная электростанция мощностью 20 МВт.

## Достопримечательности
Вблизи имеется большое количество курганов и безкурганных захоронений. В полукилометре от села на юг находятся известный археологический памятник «Ининские стелы». Две из них, высотой более 2 метров, а две — чуть меньше. По мнению археологов, они использовались в качестве ограждения древнетюркского поминального комплекса. В нескольких метрах от стел находится курган. Здесь ранее стояло ещё одно каменное изваяние, относящееся к энеолитической эпохе. Его верхняя часть была снята в постсоветскую эпоху и сейчас находится в республиканском краеведческом музее в Горно-Алтайске.
Достопримечательностью является Ининский подвесной мост. Построенный в 1936 году, он стал первым двухцепным висячим мостом в мире.
У въезда в село стоит памятник Ленину: маленькая скульптура вождя революции установлена на довольно большом постаменте с наклоном вперёд, чем напоминает знаменитую конструктивистскую Башню Татлина. Открытие памятника состоялось в 1936 году .